# Don't Think Jesus
Don't Think Jesus  è un brano del cantante country statunitense Morgan Wallen, pubblicato il 15 aprile 2022 come singolo promozionale per pubblicizzare il terzo album in studio dell'artista One Thing at a Time. La canzone è stata scritta dagli amici del cantante Jessi Alexander, Chase McGill e Mark Holman. Il brano è stato prodotto da Joey Moi.

## Antefatti e composizione
Agli inizi dell'ottobre 2021 Wallen ha pubblicato, sulla piattaforma social TikTok, una versione acustica della canzone. Il testo del brano non ha visto la sua partecipazione ma gli è stato proposto dai suoi amici Jessi, Chase e Mark, dichiarando di essere scoppiato in lacrime al primo ascolto del brano. Come dichiarato a Whiskey Riff, Wallen stava tornando a casa da una partita a golf quando ha saputo che i suoi amici avevano scritto una canzone per lui e "averla scritta pensando a me mi ha fatto veramente commuovere". Nonostante non sia stato parte attiva nella scrittura creativa del brano, Wallen considera Don't Think Jesus come una delle sue canzoni più personali in assoluto.
Il brano parla di un ragazzo che si affida completamente a Gesù dopo aver tenuto un comportamento deplorevole e aver commesso brutte azioni. Infatti, la canzone rappresenta il ritorno di Wallen come cantante principale in una canzone sin dal febbraio 2021, quando andò virale in rete un suo video in cui urlava la parola "ne**ro". Il testo riflette, quindi, una sorta di redenzione dell'artista. Il brano è stato in seguito rilasciato come singolo promozionale nell'aprile 2022, pubblicato deliberatamente nella giornata di Venerdì santo. Da Hannah Smith di The Nash News, la canzone è stata descritta come "una ballata seria e introspettiva che porta gli ascoltatori dentro i pensieri sulla vita di un ragazzo sconosciuto"

## Accoglienza
Wes Langer di Whiskey Riff  ha scritto che "il brano può essere considerato come il più significativo che Wallen abbia mai pubblicato". Clayton Edwards di Outsiders ha affermato che "la canzone sicuramente suona familiare ai fan di Wallen", ammettendo che "la traccia lenta, essenziale, guidata principalmente dal suono della chitarra" può essere considerato come un "ritorno alle origini, alle canzoni che avevano portato Wallen alla fama".

## Classifiche

### Classifiche settimanali
| Classifica (2022)           | Posizione |
| --------------------------- | --------- |
| Canada                      | 27        |
| Global 200                  | 14        |
| Nuova Zelanda               | 24        |
| Stati Uniti                 | 7         |
| Stati Uniti Country Airplay | 46        |
| Stati Uniti Hot Country     | 1         |

### Classifiche di fine anno
| Classifica (2022)              | Posizione |
| ------------------------------ | --------- |
| Stati Uniti Digital Song Sales | 70        |
| Stati Uniti Hot Country Songs  | 58        |